# Креховецкий, Иван Томашевич
Иван Томашевич Креховецкий из Демкова (укр. Креховецький-Демкович Іван год рождения и смерти неизвестен) — украинский военный и государственный деятель 50-70-х гг XVII века, дипломат, один из ближайших сподвижников Богдана Хмельницкого, генеральный писарь (1649), генеральный судья.
Представитель старинного шляхетского рода Креховецких. Родился в с. Крехивцы на Бойковщине (Галичина).
Попал в среду казачества, очевидно, еще перед 1648 г. К началу восстания Б. Хмельницкого 1648—1657 годов служил уже в чине поручика панцирной хоругви и сборщиком налогов Жидачевщины.
В марте 1648 — писарь, (управляющий войсковой канцелярией) Корсунского полка, затем — наказной полковник нежинский.
В январе 1650 по поручению Б. Хмельницкого вел дипломатические переговоры в Варшаве с польским правительством, которому привез казацкий реестр, составленный по условиям Зборовского договора 1649 года. В нем были перечислены писари отдельных полков и сотен, в том числе и в полку Корсуньском — «Иван Демкович Креховецкий писар».
В апреле 1649 в числе 2-х генеральных писарей Войска Запорожского значатся Иван Креховецкий и Иван Виговский.
Участвовал в создании Генеральной канцелярии Войска Запорожского, фактически Министерства иностранных и одновременно — внутрешнних дел .
В сентябре 1654 и июне 1655 Креховецкий возглавлял украинское посольство к семиградскому князю Юрию II Ракоци.
В конце 1656 был назначен советником киевского полковника Антона Ждановича, командующего двадцатитысячной казацким корпусом, который совместно с войсками Юрия II Ракоци вел военные действия на территории Речи Посполитой.
В числе других украинских политиков — сторонников гетмана И.Выговского, принимал участие в подготовке Корсунского союз со Швецией против России. С 1658 года будучи корсунский полковник, участвовал в Конотопской битве 1659 г.
В 1664 вместе с казацкой старшиной протестовал против казни поляками по обвинению в предательстве бывшего гетмана Украины И. Выговского.
4 апреля 1665 как генеральный судья гетмана Павла Тетери, вместе с генеральным обозный Тимофеем Носачем и корсунским полковником Я. Улеским, был взят в плен царскими войсками при штурме Корсуня.
Проживал под надзором в Москве. Около 1668 был освобожден и вернулся на Украину, но участия в государственной жизни больше не принимал. Дальнейшая судьба его неизвестна.